# Rededey
 (mai 2023).
Rededey est un roi circassien qui a régné au Moyen Âge. Réputé pour sa force, il est connu pour son duel avec le prince Mstislav, le prince des Russes, lors duquel il meurt poignardé.